# Wetsens
Wetsens (Friese uitspraak: [’vɛtsəⁿs]) is een terpdorp in de gemeente Noardeast-Fryslân, in de Nederlandse provincie Friesland. Wetsens ligt tussen Dokkum en Metslawier ten noorden van de Zuider Ee en de N361. De bebouwing ligt voornamelijk aan de westkant van de terp. In 2023 telde het dorp Wetsens 50 inwoners.

## Geschiedenis
Het dorp ligt op een radiaal gevormde terp. De ovale ringweg is nog voor de helft aanwezig. De terp met een hoogte van circa 6 meter werd op het einde van de 19e eeuw grotendeels afgegraven. Wetsens werd in de 15e eeuw vermeld als Witzenser Therpe, Witzense, Wetzens en toe Wetsens. De naam Wetsens zou iets betekenen als "bij de lieden van Wytse".
Wetsens zou in het begin van de twintigste eeuw een stopplaats krijgen bij de toenmalige spoorlijn Leeuwarden - Anjum, maar het geplande station is er nooit gekomen.
Wetsens lag tot de gemeentelijke herindeling van 1984 in de toenmalige gemeente Oostdongeradeel, daarna tot 2019 in de gemeente Dongeradeel tot die opging in de gemeente Noardeast-Fryslân.

## Sint-Vituskerk

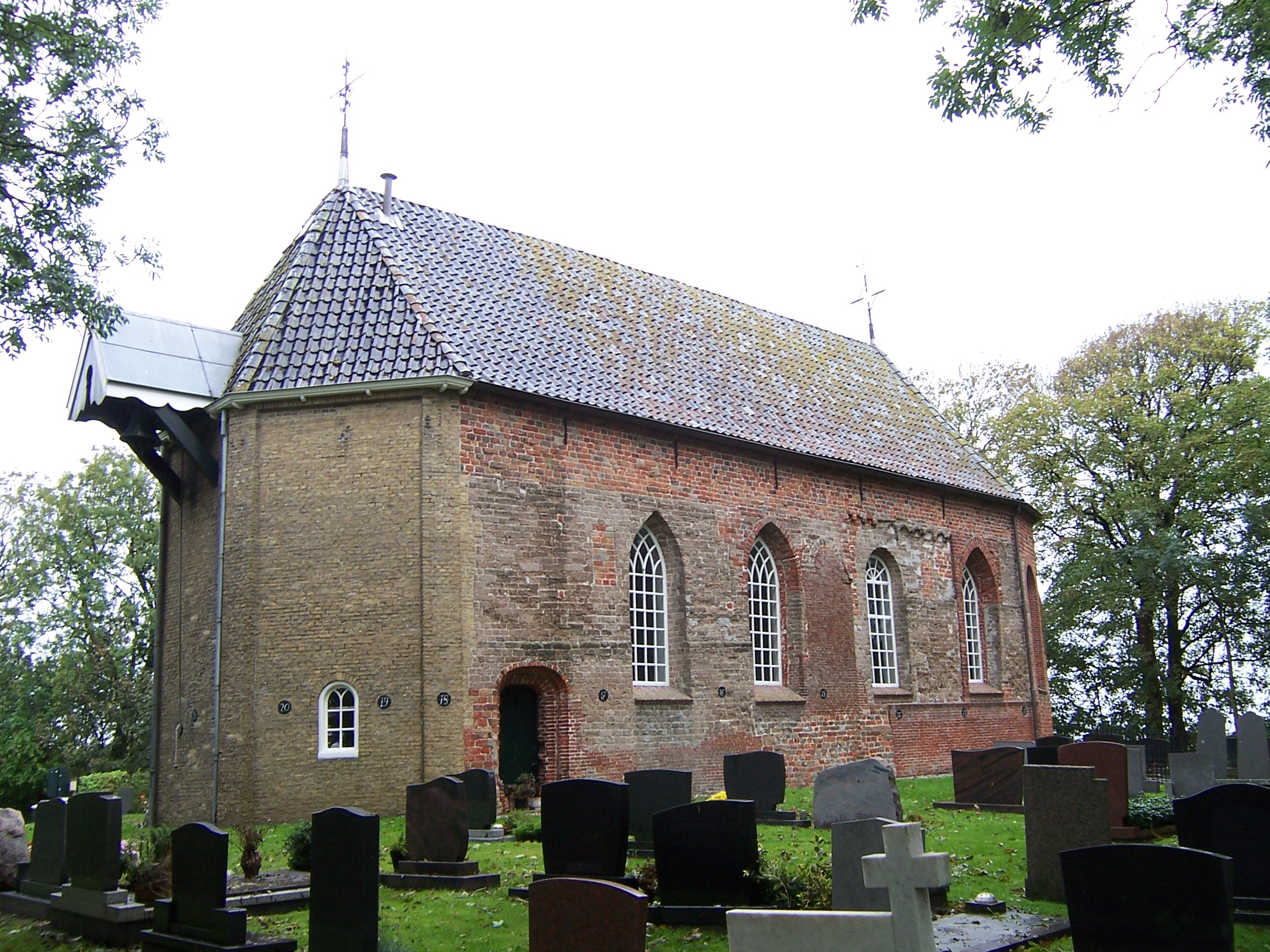
Sint-Vituskerk

De kerk van het dorp, de Sint-Vituskerk, ligt op het resterende deel van de terp. De romaanse kerk dateert uit de 12e eeuw en is destijds gebouwd van tufsteen. De noordmuur is nog steeds van dit materiaal. De preekstoel dateert uit de 17e eeuw.
De kerk was aan Sint Vitus gewijd, wat zou wijzen op invloed van de Norbertijnen. In 1842 stortte de kerktoren in. Deze werd vervangen door een driezijdige sluiting met een hangende klokkenstoel. De kerk en de terp zijn de enige Rijksmonumenten van Wetsens.
De Friese schrijver Rink van der Velde werd begraven op het kerkhof van de kerk.

## State
Ten westen van het dorp, aan de Peasens, lag Jaarla State. Van de state is niets over.

## Sport en cultuur
Voor de sport en cultuur werkt Wetsens veel samen met Niawier en is daarom aangewezen op de verenigen aldaar; gezamenlijk hebben ze een Oranjevereniging, een activiteitencommissie en een dorpsfeest.